# Ha! Ha! Said the Clown
Ha! Ha! Said the Clown är en poplåt komponerad av Tony Hazzard som lanserades av musikgruppen Manfred Mann 1967. Den togs senare med på studioalbumet Mighty Garvey. Låten blev en stor hitsingel i Europa men listnoterades inte alls i USA. Liksom ett flertal låtar av Manfred Mann innehåller den flöjtpartier av Klaus Voormann.
Låten spelades in av The Yardbirds samma år och deras version listnoterades i USA där den nådde #45 på Billboard Hot 100.

## Listplaceringar
| Lista (1967)   | Position         |
| -------------- | ---------------- |
| Australien     | 10               |
| Danmark        | 2 (DR "Top 20")  |
| Finland        | 40               |
| Flandern       | 1                |
| Frankrike      | 3                |
| Irland         | 7                |
| Nederländerna  | 1                |
| Norge          | 2 (VG-lista)     |
| Nya Zeeland    | 2 (NZ Listner)   |
| Storbritannien | 4                |
| Sverige        | 5 (Kvällstoppen) |
| Sverige        | 2 (Tio i topp)   |
| Vallonien      | 1                |
| Västtyskland   | 1                |
| Österrike      | 1                |